# Тасило III
Тасило III (на немски: Tassilo III; * ок. 741, † ок. 796) е последният херцог на Бавария от 749 до 788 г. от династията Агилолфинги и братовчед на Карл Велики.

## Живот
Син е на херцог Одило от Бавария (* пр. 700, † 748) и франкската принцеса Хилтруда (* 715, † 754), дъщеря на Карл Мартел и първата му съпруга Ротруда. Майка му е сестра на Пипин III, който е баща на Карл Велики.
След смъртта на баща му през 748 г. Тасило и майка му Хилтруда са отвлечени от Грифо, нейният по-малък полубрат, който иска да стане херцог на Бавария. След една година, през 749 г., майордом Пипин III изгонва Грифон и поставя седемгодишния Тасило за херцог. Опекунството поема майка му и след нейната смърт през 754 г. чичо му Пипин III. През 757 г. херцог Тасило III поема сам управлението в Бавария.
През 763 г. Тасило III се жени за Луитперга (* 750, † 793), дъщеря на последния лангобардския крал Дезидериус и Анса. През 772 г. папа Адриан I кръщава сина им Теодо в Рим. През 777 г. Тасило и съпругата му подаряват така наречената „Чаша на Тасило“ на манастира Кремсмюнстер.
Тасило е съюзник с лангобардите, които са завладени през 774 г. от Карл Велики. През 772 г. разширява влиянието си на изток като завладява карантаните. Построява и подарява много манастири.
Тасило въстава срещу Карл Велики, който го пленява през 788 г. и анексира Бавария. През 794 г. Тасило III трябва да предаде Бавария на Карл Велики, който поставя за префект на Бавария своя зет Геролд, брат на съпругата му Хилдегард.
Последните си години Тасило III живее като обикновен монах в манастир Лорш, където е и погребан. Цялата му фамилия е поставена в манастири. Той е почитан като Светия и се чества на 11 декември.

## Фамилия
Тасило III и Луитперга имат децата:
- Теодо III (* 770, † след 793), съ-владетел 776 г., пленик при Карл Велики, 788 г. по заповед на Карл Велики направен монах в манастир Св. Максимин в Трир.
- Теудеберт (772–след 793)
- Котани, тя е сложена 788 в манастир Chelles
- Ротруд, тя е направена 788 монахиня в Лаон
- Гунтарий, той е убит при лов при Кремсмюнстер